# سعيدة (خنفر)

تعديل مصدري - تعديل

سعيده هي إحدى قرى عزلة جعار بمديرية خنفر التابعة لمحافظة أبين، بلغ تعداد سكانها 125 نسمة حسب تعداد اليمن لعام 2004.